# 3rd Bass
3rd Bass sind eine amerikanische Hip-Hop-Band. Sie gehören zu den Pionieren der Hip-Hop-Musik und sind vor allem als eine der ersten weißen Bands innerhalb des Rapgeschäfts bekannt. Gemeinsam mit den Beastie Boys verschafften sie dem weißen Hip-Hop auch den Zuspruch der Hip-Hop-Szene.

## Geschichte
Die Gründungsmitglieder von 3rd Bass waren MC Serch (Michael Berrin), Pete Nice (Pete Nash) und DJ Richie Rich (Richard Lawson), wobei Richie Rich der einzige Afroamerikaner der Band war. Pete Nice war Collegestudent an der Columbia University und hatte eine eigene Hip-Hop-Show im College Radio. MC Serch trat als Rapper in Clubs und auf Partys auf und hatte eine eigene Single Hey Boy beim Independent-Label Idlers veröffentlicht. Der Produzent Sam Sever brachte die Mitglieder 1987 zusammen und produzierte mit ihnen ihr erstes Erfolgsalbum The Cactus Album (Label: Def Jam). 1990 folgte Cactus Revisited.
1991 kam das letzte Album Derelicts of Dialect mit Gastauftritten von KMD, Chubb Rock, und Nice & Smooth auf den Markt. In dem Stück Pop Goes the Weasel dieses Albums gab es auch leicht bösartigen Spott gegen den damals erfolgreichen weißen Rapper Vanilla Ice, der zum größten Charterfolg der Band wurde. 3rd Bass festigte ihren Anspruch darauf, als weiße Band fest mit dem Hip-Hop verwurzelt zu sein, während Vanilla Ice als „Betrüger“ entlarvt wurde.
MC Serch startete 1992 eine Solokarriere mit Return of the Product, in dem der damals noch relativ unbekannte Nas bei einem Stück neben anderen Rappern einen Gastauftritt hatte. Nice und Rich schlossen sich zu Prime Minister Pete Nice & DJ Daddy Rich zusammen und veröffentlichten 1993 Dust to Dust.
Beide Alben waren zwar weniger erfolgreich als die vorherigen Veröffentlichungen von 3rd Bass, aber immerhin platzierte sich MC Serchs Return of the Product auf Platz 28 der Billboard Top R&B/Hip-Hop Albums Charts.
Prime Minister Pete Nice und Rich landeten mit ihrem Album Dust to Dust auf Platz 50 der der Billboard Top R&B/Hip-Hop Albums Charts.
Im Jahr 1998 vereinigten sich 3rd Bass wieder und es wurde im Jahr 2000 die Single Hail To The Chief veröffentlicht. Prime Minister Pete Nice veröffentlichte von 2003 bis 2006 drei Bücher, die sich mit Baseball-Legenden befassen.

## Diskografie

### Studioalben
| Jahr | Titel                | Höchstplatzierung, Gesamtwochen, AuszeichnungChartplatzierungen (Jahr, Titel, Platzierungen, Wochen, Auszeichnungen, Anmerkungen) | Höchstplatzierung, Gesamtwochen, AuszeichnungChartplatzierungen (Jahr, Titel, Platzierungen, Wochen, Auszeichnungen, Anmerkungen) | Anmerkungen                             |
| Jahr | Titel                | UK | US | Anmerkungen                             |
| ---- | -------------------- | --- | --- | --------------------------------------- |
| 1989 | The Cactus Album     | — | US55 Gold · (30 Wo.)US | Erstveröffentlichung: 14. November 1989 |
| 1991 | Derelicts of Dialect | UK46 (1 Wo.)UK | US19 Gold · (22 Wo.)US | Erstveröffentlichung: 18. Juni 1991     |

### Singles
| Jahr | Titel Album                              | Höchstplatzierung, Gesamtwochen, AuszeichnungChartplatzierungen (Jahr, Titel, Album, Platzierungen, Wochen, Auszeichnungen, Anmerkungen) | Höchstplatzierung, Gesamtwochen, AuszeichnungChartplatzierungen (Jahr, Titel, Album, Platzierungen, Wochen, Auszeichnungen, Anmerkungen) | Anmerkungen                       |
| Jahr | Titel Album                              | UK | US | Anmerkungen                       |
| ---- | ---------------------------------------- | --- | --- | --------------------------------- |
| 1990 | The Gas Face The Cactus Album            | UK71 (3 Wo.)UK | — | Erstveröffentlichung: Januar 1990 |
| 1990 | Brooklyn-Queens The Cactus Album         | UK61 (2 Wo.)UK | — | Erstveröffentlichung: März 1990   |
| 1990 | Steppin’ to the A.M. The Cactus Album    | UK95 (1 Wo.)UK | — | Erstveröffentlichung: August 1990 |
| 1991 | Pop Goes the Weasel Derelicts Of Dialect | UK64 (2 Wo.)UK | US29 Gold · (13 Wo.)US | Erstveröffentlichung: Juni 1991   |

Weitere Singles
- 1990: Product of the Environment (Project Remix)
- 1992: 3rd Bass Theme a.k.a. Portrait of the Artist as a Hood
- 1992: Gladiator
- 2000: Hail to the Chief
- 2018: Brooklyn-Queens (The U.K. Power Mix)